# Johnny Cash
Johnny Cash, născut John R. Cash, (n. 26 februarie 1932, Kingsland⁠(d), Arkansas, SUA – d. 12 septembrie 2003, Tennessee, SUA) a fost un solist vocal, chitarist și compozitor american de muzică country, considerat a fi unul dintre cei mai influenți muzicieni americani ai secolului al XX-lea. Cash a fost cunoscut datorită vocii sale grave, joase de bariton, sunetul și senzația unui „tren de marfă” pe care o crea trupa sa Tennessee Three, precum și pentru atitudinea și stilul său de îmbrăcăminte întunecat, ce i-a câștigat renumele de „Man in Black” („Omul în negru”). El își începea concertele cu tradiționala introducere: „Hello, I'm Johnny Cash!” („Bună, sunt Johnny Cash!”).
Majoritatea muzicii lui Cash, în special cea de la sfârșitul carierei sale, evoca teme triste, de suferință morală și de salvare. Printre piesele sale de referință se numără: „I Walk the Line”, „Folsom Prison Blues”, „Ring of Fire”, „Get Rhythm”, „That Old Wheel” (un duet cu Hank Williams Jr.), „Cocaine Blues” și „Man in Black”. El a înregistrat de asemenea și câteva piese cu conținut comic precum: „One Piece at a Time”, „The One on the Right Is on the Left”, „Dirty Old Egg-Sucking Dog”, „A Boy Named Sue”, un duet cu June Carter intitulat „Jackson”, precum și diferite piese „de tren” cum ar fi „Rock Island Line” și „Orange Blossom Special”.
De-a lungul carierei sale de aproape 50 de ani, Cash a vândut peste 90 de milioane de albume și a ajuns să ocupe „o poziție de vârf în istoria muzicii”.

## Anii de început și viața personală
La origini, Johnny Cash provenea dintr-o familie regală scoțiană, descoperind acest lucru destul de târziu. În tinerețe își bănuia originile irlandeze, cunoscând a fi doar parțial american nativ. Cash a admirat întotdeauna americanii nativi, exprimând acest sentiment chiar și în cântecele sale.
Johnny Cash, născut sub numele J.R. Cash în Kingsland, Arkansas, fiul lui Ray și Carrie Cash a fost crescut în Dyess, Arkansas, și s-a numărat printre cei 7 copii ai familiei Cash. Fratele său Tommy Cash, a devenit de asemenea un cântăreț country de succes.
Începând de la vârsta de 5 ani, J.R. a lucrat pe plantațiile de bumbac, cântând împreună cu familia sa în timp ce munceau. Ferma familiei a fost inundată cel puțin o dată, ceea ce l-a inspirat mai târziu pe Cash să compună piesa “Five Feet High and Rising”. Lupta economică și personală din familia lui Cash din perioada Marii Recesiuni, l-au inspirat de asemenea în multe piese, în special compunea versuri despre oamenii ce făceau față unor dificultăți similare.
Copilăria i-a fost umbrită de un teribil accident al fratelui său mai mare cu 2 ani, Jack. În 1944, Jack a fost împins într-un fierăstrău circular unde lucra, fiind tăiat aproape în două. A murit după o săptămână de chinuri. Cash a simțit mereu o vinovăție a evenimentului respectiv, și deseori visa că o să-l întâlnească pe fratele său în Rai, iar în vise îi apărea mereu cu 2 ani mai mare, indiferent de vârsta lui Johnny Cash. 
Amintirile timpurii ale lui Cash sunt dominate de muzica gospel și de ceea ce se difuza la radio în acele vremuri. Învățat de mama sa și un prieten, Johnny, a început să cânte la chitară și să compună cântece de când era mic copil. În liceu el a cântat la un post de radio local, iar câteva decenii mai târziu a lansat un album cu piese gospel tradiționale, intitulat “My Mother's Hymn Book”. A fost de asemenea puternic influențat de muzica irlandeză tradițională, muzică auzită săptămânal la programul radio Jack Benny și interpretată de Dennis Day.

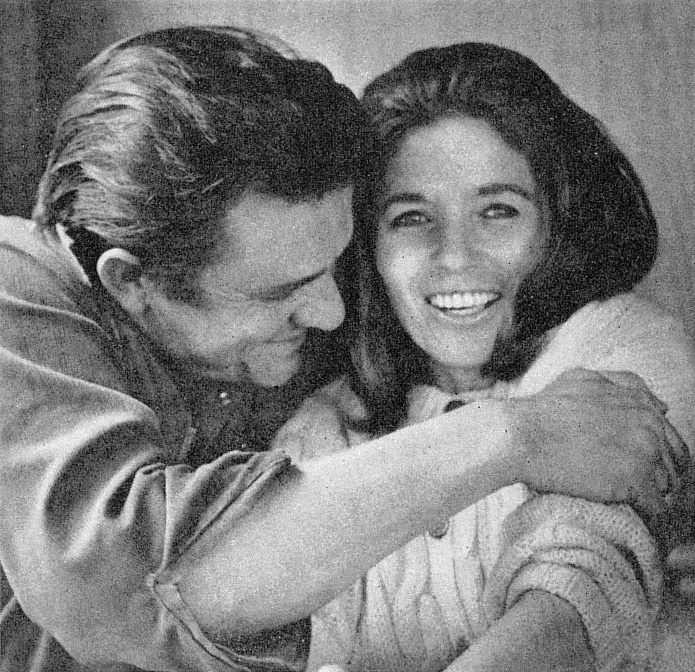
Johnny Cash și soția sa June Carter Cash, 1969

Cash povestea mai târziu că numele lui mic era format doar din inițialele “J.R.”, deoarece părinții lui nu au căzut de acord asupra unor nume, ci doar asupra inițialelor. Datorită înrolării în Aviația Americană, numele lui a fost schimbat în John R. Cash. În 1955, când a semnat contractul cu Casa de discuri Sun, numele de scenă avea să devină Johnny Cash.
Cash s-a înrolat în Aviația Statelor Unite (United States Air Force). După antrenamentul de bază de la Baza Aeriană Lackland și antrenamentul tehnic de la Baza Aeriană Brooks, ambele în San Antonio, Texas, Cash a fost repartizat la unitatea U.S. Air Force Security Service, ca și decodor al codului morse asupra transmisiilor armatei ruse în Landsberg, Germania. Pe 3 iulie 1954, a fost eliberat onorabil ca sergent. Apoi s-a reîntors în Texas.
În timp ce era în antrenament la Air Force, pe 18 iulie 1951, Cash a întâlnit-o pe Vivian Liberto în vârstă de 17 ani, la un patinoar cu patine pe roțile din San Antonio, Texas. S-au întâlnit timp de 3 săptămâni, însă Cash a fost trimis să își desfășoare activitatea militară în Germania. Timp de 3 ani, cei doi îndrăgostiți și-au scris peste 10.000 de pagini de scrisori de dragoste.
O lună după eliberarea sa, pe 7 august 1954, s-au căsătorit la biserica catolică St. Anne din San Antonio. Au avut împreună patru fiice: Rosanne, Kathy, Cindy, și Tara.
Dependența lui Johnny Cash de droguri și alcool, turneele constante, precum și numeroasele aventuri cu alte femei (inclusiv cu viitoarea soție, June Carter) au determinat-o pe Vivian să-i înainteze divorț în 1966.
În 1968, după 12 ani de la prima lor întâlnire în backstage la Grand Ole Opry, Cash i-a propus lui June Carter în timpul unei performanțe live din Ontario să se căsătorească. Pe 1 martie 1968, cei doi s-au căsătorit în Franklin, Kentucky. Johnny Cash i-a propus de multe ori căsătoria cu el, dar aceasta l-a refuzat de fiecare dată. Cei doi au avut doar un copil, John Carter Cash, născut pe 3 martie 1970. Au continuat să concerteze împreună, timp de 35 ani, până în 2003, când June Carter a murit. Johnnny Cash a murit și el 4 luni mai târziu. June a fost co-autoarea marelui hit “Ring of Fire”, iar împreună au câștigat 2 premii Grammy pentru duet.

## Cariera muzicală
În 1954, cuplul Johnny și Vivian s-a mutat în Memphis, Tennessee, unde Cash a vândut aparate electrocasnice, în timp ce studia să devină crainic de radio. Noaptea cânta împreună cu chitaristul Luther Perkins și basistul Marshall Grant. Perkins, Grant și Cash erau cunoscuți sub numele de The Tennessee Three. Cash și-a făcut curaj și a vizitat studioul de înregistrare Sun, sperând să obțină un contract de înregistrare. După audiția dată pentru Sam Phillips, cântând în majoritate piese gospel, Phillips i-a spus: “du-te acasă și păcătuiește, apoi întoarce-te cu o piesă pe care să o pot vinde”. Într-un sfârșit, Cash a reușit să îl impresioneze pe Phillips, interpretând câteva piese din freneticul său stil de viață timpuriu. Primele sale înregistrări la Sun au fost “Hey Porter” și “Cry Cry Cry”, ce au fost lansate în 1955 și care au avut un succes rezonabil la parada hit-urilor country. La îndemnul lui Sam Phillips, numele de scenă The Tennessee Three urma să se transforme în The Tennessee Two adică Luther Perkins și Marshall Grant și Johnny Cash ca nume separat.
Următorul disc Cash, “Folsom Prison Blues”, a ajuns pe locul 5 în topul country, și piesa “I Walk the Line” a devenit numărul 1 în topurile country și a intrat apoi în topurile pop 20. A urmat “Home of the Blues”, înregistrată în iulie 1957. În același an, Cash a devenit artistul Sun care a lansat primul album long playing (LP). Cu toate că a fost cel mai bine vândut și cel mai prolific artist de la Sun din această perioadă, Cash s-a simțit constrâns de contractul său cu o casă de înregistrare mică. Elvis Presley părăsise deja Casa de discuri Sun, iar Phillips își concentra atenția și puterea de promovare asupra lui Jerry Lee Lewis. Anul următor, Cash a părăsit Sun pentru a semna o ofertă cu Casa de discuri Columbia, unde single-ul său “Don’t Take Your Guns to Town” a devenit unul din cele mai mari hit-uri ale sale.
La începutul anilor ’60 Cash a plecat în turneu cu Carter Family, care la vremea respectivă era compusă din fiicele mamei Maybelle, Anita, June și Helen. June, cu care Cash se va căsători la un moment dat, își amintește că-l admira pe Cash de la distanță în tot timpul acestor turnee.

### Johnny Cash, un adevărat haiduc
Cariera sa a început să se dezvolte la începutul anului 1960, iar odată cu asta, Cash a început să bea și a devenit dependent de amfetamine și barbiturice. Pentru o scurtă perioadă de timp, a împărțit în Nashville un apartament împreună cu Waylon Jennings, care la rândul lui era și el dependent de amfetamine. Cash folosea droguri de tip stimulente ca să se mențină treaz în timpul turneelor. Prietenii glumeau pe tema “nervozității” și a comportamentului său instabil, mulți dintre ei ignorând semnele ce avertizau înrăutățirea dependenței sale față de droguri. Înainte să intre pe scena de la “The Johnny Cash Tv Show”, Cash ar fi declarat că “ar fi încercat orice drog ar fi fost de încercat”.
Cu toate că de multe ori nu mai putea avea control asupra propriilor dependențe, creativitatea frenetică a lui Cash încă producea hit-uri. Interpretarea piesei “Ring of Fire” a fost un hit care a atins mai multe stiluri muzicale, ajungând pe locul 1 în topurile country intrând în top 20 în topurile pop. Cântecul a fost scris de June Carter și Merle Kilgore. Inițial piesa a fost interpretată de sora lui June Carter, însă Cash a venit cu un stil pur mariachi, afirmând că i-a apărut totul într-un vis.
Cash a cultivat în ochii publicului o imagine romantică de haiduc, și în ciuda tuturor faptelor care le-a săvârșit, nu a fost niciodată condamnat la închisoare. Cu toate că a stat în închisoare de șapte ori pentru comportament indecent, nu a rămas niciodată acolo mai mult de o noapte. Cea mai faimoasă încălcare a legii a fost în timpul turneului din 1965, când a fost arestat de echipa de la narcotice în El Paso, Texas. Ofițerii l-au suspectat că făcea contrabandă cu heroină din Mexic, dar Cash deținea o rețetă pentru aceste narcotice și amfetamnie pe care artistul le-a ascuns înăuntrul cutiei de chitară. Pentru că au fost droguri prescrise și nu narcotice ilegale, a primit o sentință cu suspendare.
De asemenea, Cash a fost arestat în data de 11 mai 1965, în Starkville, Mississippi, pentru că a încălcat o proprietate privată să culeagă niște flori. Incidentul a fost sursa de inspirație pentru piesa “Starkville City Jail”, de pe albumul său live “At San Quentin” (San Quentin fiind numele închisorii în care Cash a cântat).
La mijlocul anilor ‘60, Cash lansează o serie de albume conceptuale, printre care “Ballads of the True West” (1965) ce era scos pe piață ca un disc dublu experiemental, ce mixa stilul cântecelor autentice de “frontieră” cu stilul narativ specific lui Cash, cât și albumul “Bitter Tears” (1964) ce conținea piese care scoteau în evidență condiția americanilor nativi. Dependența sa de droguri a atins apogeul în această perioadă, iar comportamentul său destructiv a dus la divorțul de prima sa soție Vivian, iar spectacole începeau să fie anulate.
În 1967, duetul lui Johnny Cash cu June Carter al piesei “Jackson” a câștigat premiul Grammy.
Cash a renunțat la droguri în 1968, după o experiență spirituală în peștera Nickajack, unde a încercat să se sinucidă după niște experiențe foarte periculoase cu drogurile. El înainta cât mai mult în peșteră, încercând să se piardă și să moară pur și simplu, însă când a simțit prezența lui Dumnezeu în inima lui, sentimentul de moarte a fost înlocuit cu cel de supraviețuire, încercând să lupte să găsească o fantă de lumină sau o adiere de vânt. Această experiență a reprezentat pentru Cash o renaștere.
June, Maybelle și Ezra Carter s-au mutat la conacul lui Cash timp de o lună, pentru a-l ajuta să-ți înfrângă dependența față de droguri. Pe 22 februarie 1968, Cash a cerut-o de soție pe June Carter pe scena unui concert la London Gardens, London, Ontario. Cuplul s-a căsătorit o lună mai târziu (pe 1 Martie) în Franklin, Kentucky. June a fost de acord să se căsătorească cu Cash după ce acesta a renunțat definitiv la droguri.
Cash a simțit mereu o mare compasiune pentru cei din închisori. A început astfel să susțină concerte la sfârșitul anilor ’50, la diferite închisori de pe teritoriul Statelor Unite. Aceste spectacole au condus la câteva albume de succes, precum “Johnny Cash at Folsom Prison” (1968) și “Johnny Cash at San Quentin” (1969).
Ca un plus la concertele sale din închisorile din Statele Unite, Cash și-a făcut apariția în 1972 și la închisoarea Österåker din Suedia. Albumul live “På Österåker” (“La Österåker”) a fost lansat în 1973. Între piese, Cash poate fi auzit vorbind în suedeză, un gest ce a fost foarte apreciat de către cei din închisoare.

### Perioada „The Man in Black”
Din 1969 până în 1971, Cash a apărut în propriul său spectacol de televiziune, numit „The Johnny Cash Tv Show”, emis de către rețeaua ABC. The Statler Brothers făceau deschiderea fiecărui episod. Familia Carter și legenda rockabilly Carl Perkins au fost de asemenea parte din anturajul show-ului. Cash a început să aibă din ce în ce mai mulți artiști contemporani ca și invitați, printre aceștia cei mai notabili fiind Neil Young, Louis Armstrong, James Taylor, Ray Charles, Eric Clapton (pe atunci conducând formația Derek and The Dominos) și Bob Dylan.
Cash l-a întâlnit pe Dylan la mijlocul anilor ’60 și au devenit prieteni apropiați când au devenit vecini spre sfârșitul anilor 1960 în Woodstock, New York. Cash a fost entuziasmat să-l reintroducă pe solitarul Dylan audienței sale. Cash a interpretat un duet împreună cu Dylan, de pe albumul acestuia “Nashville Skyline”, album ce a câștigat un premiu Grammy.
Un alt artist care a primit un start în cariera sa de compozitor la „The Johnny Cash Tv Show” a fost Kris Kristofferson. În timpul performanței live a cântecului „Sunday Mornin' Comin' Down”, Cash a refuzat să schimbe versurile , cântând exact așa cum erau, cu o aluzie la marijuana: „Pe trotuar într-o duminică dimineața/ Îmi doresc Doamne să fi fost drogat”.
Până la începutul anului 1970, Cash și-a cristalizat imaginea în fața publicului ca fiind „Man in Black” („Omul în negru”). De regulă el interpreta îmbrăcat în negru, purtând o haină lungă până la genunchi, de culoare neagră. Această înfățișare era în contrast cu costumațiile purtate de majoritatea formațiilor country din perioada respectivă: costum cu pietre prețioase și cizme de cowboy. În 1971, Cash a scris piesa „Man in Black” pentru a explica codul său în îmbrăcăminte: „Trăim destul de bine, cred/ În mașinile și hainele noastre exotice/ Dar să ne amintim și de cei care nu au toate acestea/ În fața grupului trebuind să stea o persoană în negru și nimic mai mult.”
Pe la mijlocul anului 1970, popularitatea lui Cash și numărul hit-urilor sale a început să scadă, dar autobiografia sa (prima din cele două), intitulată “Man in Black”, publicată în 1975, a vândut 1.3 milioane de copii. Cea de-a doua biografie: „Cash, The Autobiography”, a apărut în 1977. Prietenia sa cu Billy Graham a condus la producerea unui film despre viața lui Iisus, „The Gospel Road”, Cash colaborând la scenariu, fiind chiar și naratorul filmului. Acest deceniu a văzut cum convingerea sa religioasă se adâncește, având multe apariții evanghelice.

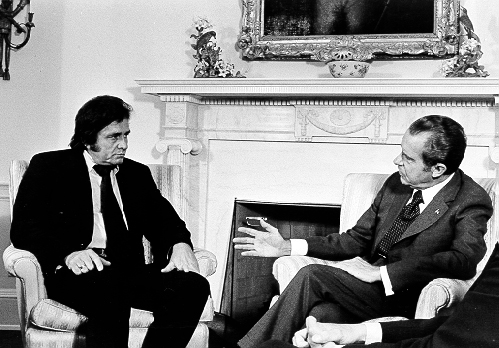
Întâlnirea între Johnny Cash și Richard Nixon, 1972

Aparițiile lui Cash la televiziune au continuat, găzduind anual o emisiune specială de Crăciun la CBS în timpul anilor '70. Mai târziu aparițiile lui la televiziune includeau câteva roluri mici, cum au fost: un rol într-un episod din sezonul 3 al serialului Columbo sau o apariție împreună cu soția sa într-un episod din Little House on the Prairie și altele.
În 1981, Cash a apărut într-un episod din Muppet Show ca invitat special. În 1983, a apărut în filmul Murder In Coweta County ca șerif, jucând împreună cu Andy Griffith. Acest film se baza pe un caz real de crimă din Georgia. Cash obosise să joace în filme, primindu-și însă recunoașterea cuvenită.
Cash a recidivat din nou în dependența de droguri, după ce i-au fost administrate niște calmante pentru o serie de dureri abdominale cauzate de un incident neobișnuit la ferma sa, unde a fost lovit puternic de către un struț. 
În timpul unei vizite la spital în 1988, de această dată pentru Waylon Jennings (care suferise un infarct), Jennings a afirmat că Johnny Cash s-a internat și el pentru unele problemele la inimă de care suferea. Doctorii i-au recomandat o operație preventivă la inimă și Cash a fost operat în același spital. Ambele operații au decurs bine, însă Cash refuza să își ia medicamentele prescrise, de teama reîntoarcerii la dependența de droguri. Cash a susținut mai târziu că în timpul operației a trăit o experiență numită NDE (Near Death Experience), în care a avut viziuni extraordinare despre Rai, dar că a fost foarte nemulțumit când și-a revenit după operație.
A fost apropiat de fiecare din președinții Statelor Unite începând cu Richard Nixon. A fost apropiat de Jimmy Carter, care i-a devenit un foarte bun prieten. Cash afirma că personal îi găsește pe toți fermecători, trăsătură esențială pentru a fi ales ca președinte.

### Perioada Highwaymen
În 1980, Cash a fost cel mai tânăr artist apărut în Country Music Hall of Fame, la vârsta de 48 de ani, dar în timpul anilor ’80, discurile sale au început să nu mai aibe impact în topurile de muzică country, cu toate că a continuat să aibă turnee de succes. La mijlocul anilor ‘80 a înregistrat și a fost în turneu cu Waylon Jennings, Willie Nelson și Kris Kristofferson sunt formula The Highwaymen, realizând astfel două albume hit.
Cariera lui Cash în ceea ce privește înregistrările, și relația lui în general cu comunitatea Nashville erau acum, în anii '80 la un nivel foarte scăzut. Artistul realiza că independent de el, Casa de discuri Columbia renunțase în a-l mai promova, devenind invizibil pe piața muzicală (așa cum afirma Johnny Cash în autobiografie). Cash a înregistrat intenționat un cântec în semn de protest față de condiția lui ca muzician, parodia: “Chicken in Black”. În mod ironic, cântecul s-a dovedit un real succes comercial. Fără îndoială Cash a vrut cu ocazia acestui cântec să încheie relația cu Columbia, iar acest lucru s-a întâmplat nu la mult timp după lansarea melodiei.
În 1986, Cash s-a reîntors la studiourile Sun din Memphis pentru a crea împreună cu Roy Orbinson, Jerry Lee Lewis și Carl Perkins, albumul Class of ’55. Nu a fost prima dată când a făcut echipă cu Lewis și Perkins la studiourile Sun. Pe 4 decembrie 1956, Elvis Presley a venit în vizită în studio, în timp ce Perkins realiza noi piese acompaniat la pian de Lewis. Cash se afla de asemenea în studio, și toți patru au început spontan un jam session. Phillips a lăsat benzile de înregistrare să meargă, iar aproape jumătate din înregistrări au fost identificate ca fiind gospel. Înregistrarea a supraviețutit și a fost ulterior imprimată pe un CD, sub numele de Milion Dollar Quartet. Lista de melodii include de asemenea și “Brown Eyed Handsome Man” a lui Chuck Berry, “Don't Forbid Me” a lui Pat Boone și o imitare a lui Jackie Wilson cântând “Don't Be Cruel”, de către Elvis Presley.
În 1986, Cash a publicat singurul lui roman “Man in White”, o carte despre Sfântul Paul și conversația lui pentru a deveni Apostolul Paul. Cash a înregistrat de asemenea “Johnny Cash Reads The Complete New Testament” în 1990.

### Ultimii ani de succes la American Recordings
După ce Casa de discuri Columbia a renunțat la contractul cu Johnny Cash, acesta a avut o scurtă perioadă (din 1987 până în 1991), lipsită de succes la Casa de discuri Mercury.
Cariera sa a fost restaurată în anii '90, găsindu-și popularitate în rândul unei audiențe tinere, fără un interes deosebit față de muzica country. În 1993, a cântat la voce piesa “The Wanderer”, pentru albumul Zooropa, semnat U2. Cu toate că nu mai era căutat de studiourile de înregistrare importante, Cash a fost abordat de producătorul Rick Rubin care i-a oferit un contract cu Studioul de înregistrare American, studio cunoscut pentru muzica rap și hard rock.
Sub supravegherea lui Rubin, Cash a înregistrat albumul intitulat chiar American Recordings (1994) în sufrageria sa, acompaniat doar de propria-i chitară. Acea chitară era o chitară Martin, model Dreadnought – una din acele chitare la care a cântat Cash de-a lungul carierei sale. Albumul cuprinde câteva preluări după artiștii contemporani selectați de Rubin, și a primit aprecieri atât din partea criticilor, dar a reprezentat și un succes comercial, câștigând un premiu Grammy pentru “cel mai bun album folk contemporan”. Cash a scris că recepția sa din 1994 de la festivalul Glastonbury a fost una din cele mai mărețe din cariera sa. Începea o decadă când industria muzicală începea să îl ovaționeze din nou, iar succesele comerciale începeau iar să apară.
Cash și soția lui au aparut într-o serie de episoade în popularele seriale de televiziune Dr. Quinn și Medicine Woman alături de Jane Seymour. Actrița l-a apreciat atât de mult, încât și-a numit unul dintre fii după numele cântărețului. Vocea lui a mai apărut într-un episod din “The Simpsons”, fiind vocea unui călăreț care îl îndruma pe Homer într-o călătorie spirituală. Cash a înregistrat un nou album la Studioul de înregistrare American, numit “Unchained”, acompaniat de Tom Petty și The Heartbreakers, album ce a câștigat un premiu Grammy pentru “cel mai bun album country”. Cash considera că în autobiografia din 1975 “Man în Black” nu a fost destul de explicit, scriind o altă autobiografie în 1997 intitulată: “Cash: The Autobiography”.

## Ultimii ani ai carierei și moartea sa
În 1997, Cash a fost diagnosticat cu o boală neuro-degenerativă, sindromul Shy-Drager. Mai târziu, diagnosticul a fost modificat în neuropatie autonomă, asociat cu diabet. Această boală l-a forțat pe Cash să scurteze turneul. În 1998, a fost internat în spital cu pneumonie severă, ce i-a afectat ambii plămâni. Albumele “American III: Solitary Man” (2000) și “American IV: The Man Comes Around” (2002) conțin răspunsul lui Cash asupra bolii sale în forma unor piese interpretate într-o tonalitate mai sobră decât în primele două albume American. Videoclipul ce a fost lansat pentru piesa “Hurt”, de Trent Reznor de la Nine Inch Nails, s-a potrivit perfect cu trecutul lui Cash și cu sentimentele de regret. Acest videoclip este cunoscut acum ca fiind “epitaful său” din American IV și a primit critici pozitive și notabile atât din partea audienței cât și din partea criticilor.
June Carter Cash a murit pe 15 mai 2003, la vârsta de 73 de ani. Una dintre ultimele dorințe ale lui June a fost ca Johnny Cash să-și continue munca, așa că acesta a continuat să înregistreze și chiar să interpreteze câteva spectacole surpriză la “The Carter Family Fold”, în afara orașului Bristol, Virginia. Concertul din 5 iulie 2003 a fost ultima sa apariție publică. La concertul din 21 iunie 2003, înainte de a cânta “Ring of Fire”, Cash a citit o relatare despre soția sa June, relatare ce a scris-o cu puțin timp înainte de a intra pe scenă. El a vorbit cum spiritul lui June îl veghează și cum ea a venit și l-a vizitat înainte să intre pe scenă. Cu greu a reușit să termine piesa. În ciuda sănătății sale precare, a vorbit despre cum abia așteaptă ziua în care va putea să meargă din nou și va arunca scaunul cu rotile în râul de lângă casa sa.
Johnny Cash a murit la mai puțin de patru luni de la moartea soției sale, pe 12 septembrie 2003 (soția lui a decedat în 15 mai 2003), în timp ce se afla în spitalul Baptist din Nashville, Tennessee. A fost îngropat alături de soția sa, în Hendersonville Memory Gardens, lângă casa sa din Hendersonville, Tennessee. Avea 71 de ani.
Pe 24 mai 2005, Vivian Liberto, prima soție a lui Johnny Cash și mama Rossanei Cash și a altor 3 fete, a murit datorită unei operații pentru îndepărtarea cancerului la plămâni. Nefericitul eveniment s-a întâmplat la a 50-cea aniversare a Rosannei.
În iunie 2005, casa lui Johnny Cash de pe malul lacului de pe Caudill Drive din Hendersonville, Tennessee, a fost scoasă la vânzare de către familia Cash, mai precis de către fratele mai tânăr al lui Cash, Tommy Cash. În ianuarie 2006, casa a fost vândută vocalistului de la Bee Gees, Barry Gibb și soției acestuia Linda Gibb, pentru suma de 2.3 milioane de dolari. Din păcate casa a fost distrusă într-un incendiu, pe 10 aprilie 2007.
Una dintre ultimele colaborări ale lui Johnny Cash cu producătorul Rick Rubin, s-a materializat post-mortem în albumul “American V: A Hundred Highways” și a fost scos pe piață pe 4 iulie 2006. Albumul a debutat pe prima poziție în Top 200 Billboard Magazines în 22 iulie 2006. Următorul album “American VI” post-mortem este planificat în 2009.

## Moștenirea și recunoașterea
De la începuturile sale ca pionier al stilului rockabilly și rock and roll din anii ’50, până în timpurile în care era reprezentant internațional al muzicii country, și până la revenirea la faima din anii ’90 ca legenda vie și icoana muzicii alternative country, Cash a influențat nenumărați artiști și a lăsat în urmă o mare moștenire spirituală. După moartea sa, Cash a fost venerat de cei mai mari muzicieni ai timpului său.
Cash a educat și apărat artiști aflați pe marginea a ceea ce era acceptabil în muzica country. La un concert TNT cu mai multe vedete, din 1999, un grup variat de artiști i-au adus tribut, printre care Bob Dylan, Chris Isaak, Wyclef Jean, Norah Jones, Kris Kristofferson, Willie Nelson și U2. Cash însuși a apărut la sfârșit și a interpretat după o pauză de mai mult de un an. Două albume tribut au fost lansate la puțin timp înainte de moartea sa: Kindred Spirits ce conține lucrări ai unor artiști recunoscuți, în timp ce Dressed in Black conține piese ai unor artiști mai puțin cunoscuți.
În total, Cash a scris peste 1000 de piese și a lansat o mulțime de albume.
În 2004, revista Rolling Stone l-a situat pe Cash pe locul 31 în lista de 100 “cei mai buni artiști ai tuturor timpurilor”.
Diversitatea muzicii lui Cash a fost evidențiată de prezența sa în trei importante genuri de Hall of Fame: The Nashville Songwriters Hall of Fame (1977), The Country Music Hall of Fame (1980), și The Rock and Roll Hall of Fame (1992).
În amintirea lui Johnny Cash a fost produs filmul biografic Walk the Line - Povestea lui Johnny Cash, premiat de către Academia Americană de Film și prezintă viața lui Johnny Cash sub interpretarea actorului Joaquin Phoenix și a actriței Reese Witherspoon în rolul lui June Carter (rol pentru care actrița a primit premiul Oscar la categoria “Cea mai bună actriță”). Filmul a fost lansat în Statele Unite ale Americii pe 18 noiembrie 2005 și a avut încă de atunci un considerabil succes, primind chiar aprecierea criticilor. Joaquin Phoenix și Reese Witherspoon au câștigat în urma rolurilor interpretate nenumărate premii, printre care Globul de Aur la categoria “Cel mai bun actor într-un film muzical sau o comedie” și respectiv la categoria “Cea mai bună actriță într-un film muzical sau o comedie”. Ambii actori au interpretat melodiile lui Cash cu propriile lor voci, iar Phoenix a învățat în acest film chiar să cânte la chitară. Phoenix a primit premiul Grammy pentru contribuția adusă soundtrack-ului. John Carter Cash, singurul fiu a lui Johnny și June, a fost producătorul executiv al filmului.

## Filmografie selectivă
- 1986 Diligența (Stagecoach), regia Ted Post (film TV)

## Discografie
- Johnny Cash with His Hot and Blue Guitar! (1957)
- The Fabulous Johnny Cash (1958)
- Hymns by Johnny Cash (1959)
- Songs of Our Soil (1959)
- Now, There Was a Song! (1960)
- Ride This Train (1960)
- Hymns from the Heart (1962)
- The Sound of Johnny Cash (1962)
- Blood, Sweat and Tears (1963)
- The Christmas Spirit (1963)
- Keep on the Sunny Side (alături de familia Carter) (1964)
- I Walk the Line (1964)
- Bitter Tears: Ballads of the American Indian (1964)
- Orange Blossom Special (1965)
- Johnny Cash Sings the Ballads of the True West (1965)
- Everybody Loves a Nut (1966)
- Happiness Is You (1966)
- Carryin' On with Johnny Cash & June Carter (cu June Carter) (1967)
- From Sea to Shining Sea (1968)
- The Holy Land (1969)
- Hello, I'm Johnny Cash (1970)
- Man in Black (1971)
- A Thing Called Love (1972)
- America: A 200-Year Salute in Story and Song (1972)
- The Johnny Cash Family Christmas (1972)
- Any Old Wind That Blows (1973)
- Johnny Cash and His Woman (cu June Carter Cash) (1973)
- Ragged Old Flag (1974)
- The Junkie and the Juicehead Minus Me (1974)
- The Johnny Cash Children's Album (1975)
- Johnny Cash Sings Precious Memories (1975)
- John R. Cash (1975)
- Look at Them Beans (1975)
- One Piece at a Time (1976)
- The Last Gunfighter Ballad (1977)
- The Rambler (1977)
- I Would Like to See You Again (1978)
- Gone Girl (1978)
- Silver (1979)
- A Believer Sings the Truth (1979)
- Johnny Cash Sings with the BC Goodpasture Christian School (1979)
- Rockabilly Blues (1980)
- Classic Christmas (1980)
- The Baron (1981)
- The Adventures of Johnny Cash (1982)
- Johnny 99 (1983)
- Highwayman (cu Waylon Jennings, Willie Nelson & Kris Kristofferson) (1985)
- Rainbow (1985)
- Heroes (cu Waylon Jennings) (1986)
- Class of '55 (cu Roy Orbison, Jerry Lee Lewis & Carl Perkins) (1986)
- Believe in Him (1986)
- Johnny Cash Is Coming to Town (1987)
- Classic Cash: Hall of Fame Series (1988)
- Water from the Wells of Home (1988)
- Boom Chicka Boom (1990)
- Highwayman 2 (cu Waylon Jennings, Willie Nelson & Kris Kristofferson) (1990)
- The Mystery of Life (1991)
- Country Christmas (1991)
- American Recordings (1994)
- The Road Goes on Forever (cu Waylon Jennings, Willie Nelson & Kris Kristofferson) (1995)
- American II: Unchained (1996)
- American III: Solitary Man (2000)
- American IV: The Man Comes Around (2002)
- My Mother's Hymn Book (2004)
- American V: A Hundred Highways (2006)
- American VI: Ain't No Grave (2010)
- Out Among the Stars (2014)